# Columbia, South Carolina
Columbia är huvudstad i delstaten South Carolina i USA. Staden, som är centralt belägen i delstaten, har en yta av 330,8 km² och en befolkning som uppgick till 131 674 invånare år 2019. Columbia är administrativ huvudort (county seat) i Richland County
Armébasen Fort Jackson ligger innanför stadens gränser.